# Британско-канадские отношения
Британско-канадские отношения — двусторонние дипломатические отношения между Великобританией и Канадой. Между странами сложились тесные дружественные отношения благодаря: взаимным миграционным процессам, общей военной истории, общей Вестминстерской системы, государственному Английскому языку, членству в Содружестве наций и Большой семёрке, а также общему главе государства в лице монарха Карла III. Несмотря на общую историю эти страны постепенно стали расходиться в экономических и политических связях: начиная с XIX века Великобритания перестала быть крупнейшим торговым партнёром Канады. Правительство Канады внимательно следит за процессом выхода Великобритании из Европейского союза и последующим за этим проведением торговых переговоров. Великобритания и Канада входят в НАТО и часто проводят совместные военные учения: на территории Канады располагается крупнейшая британская военная база за рубежом.

## История

### Конституционная история Канады
В 1867 году начались формальные отношения между Великобританией и Канадой, когда была образована Канадская конфедерация и включила в свой состав коронные колонии провинции Канады, провинции Нью-Брансуик и провинции Новая Шотландия. Доминион Канада была сформирована в качестве доминиона Британской империи. Начиная с XX века история отношений между странами характеризует медленный процесс перехода Канады к независимости от Британской империи.

### Британская империя
В 1759 году после победы Британской империи в Североамериканском театре Семилетней войны был заключен Парижский мирный договор и территория Новой Франции перешла под британский контроль и там стали проживать англоязычные поселенцы. Британские губернаторы управляли этими новыми территориями в рамках абсолютной монархии вплоть до принятия конституционного акта 1791 года в рамках которого были созданы первые законодательные органы Канады. Губернаторы продолжили пользоваться абсолютной властью до формирования ответственного правительства в 1848 году. Получив новые полномочия, колонии приняли решение объединиться в 1867 году, сформировав Канадскую конфедерацию со статусом доминиона.
Конституция Канадской конфедерации оставляла право на проведение внешней политике парламенту Великобритании в Вестминстере, но члены парламента Канады в Оттаве вскоре стали отстаивать собственные взгляды на некоторые вопросы, в частности, на отношения между Британской империей и Соединёнными Штатами Америки. Стабильные отношения и безопасные условия торговли с Соединёнными Штатами стали приобретать всё большее значение для Канады, ранняя дипломатия которой по мнению некоторых историков представляла собой «Североатлантический треугольник».
В большинстве первых шагов Канады в дипломатии обязательно участвовала метрополия. Первым (неофициальным) дипломатическим сотрудником Канады был сэр Джон Роуз, которого премьер-министр Джон Александр Макдональд направил в Лондон. Впоследствии канадский дипломат Джордж Браун был направлен в Вашингтон премьер-министром Александром Маккензи для оказания влияния на американо-британские торговые переговоры. В 1880 году британское правительство согласовало назначение Александра Тилло-Галта первым верховным комиссаром Канады в Великобританию.
Канада предпочитала оставаться в стороне от участия в британских колониальных конфликтах, особенно во время Восстания махдистов. Великобритания заняла сторону США во время спора о границе Аляски, что ознаменовало снижение уровня про-британских настроений в Канаде. Однако, во время Англо-бурской войны канадцы записывались добровольцами и воевали за Британскую империю. Экономически правительство Канады было заинтересовано в свободной торговле с Соединёнными Штатами, но поскольку об этом было трудно политически договариваться, они стали просить преференции со стороны метрополии, что не встречало широкого энтузиазма в Великобритании.

### Первая и Вторая мировые войны
В начале Первой мировой войны (1914—1918) правительство Канады и миллионы канадских добровольцев с энтузиазмом присоединились к британским вооружённым силам, но большое количество погибших канадцев на фронтах этой войны и тот факт, что они погибли за интересы Британской империи, привели к кризису воинского призыва 1917 года в Канаде и спровоцировали рост национализма. В 1919 году на Парижской мирной конференции Канада потребовала у Лондона права подписывать соглашения без британского разрешения, а также право на вступление в Лигу Наций. К 1920-м годам Канада начала проводить более независимую политику в мировых делах. В 1926 году была принята Декларация Бальфура в содержании которой было указано, что Великобритания больше не будет издавать законы для своих доминионов и они становятся полностью независимыми государствами с правом самостоятельно проводить внешнюю политику. В 1931 году эти положения были отражены в Вестминстерском статуте.
Однако, Канада сохранила союзнические отношения с Великобританией и после начала Второй мировой войны, когда капитулировала Франция, а СССР и США ещё не участвовали в сражениях, Канада стала главным союзником Великобритании в Северной Атлантике и основным поставщиком оружия и продовольствия. В декабре 1941 года британско-канадские войска потерпели поражение от Японской империи в ходе Гонконгской обороны и едва не стали участниками сражения за Британские острова, но Адольф Гитлер так и не решился на десантную операцию «Морской лев».
В конце 1940-х годов после окончания Второй мировой войны относительное экономическое и военное значение Канады достигло своего пика на фоне разрушенной Европы, а влияние Великобритании стало угасать. В мировой политике появились новые сверхдержавы СССР и США, а Великобритания и Канада приняли решение наладить союзнические отношения с США, что в итоге привело к созданию НАТО в 1949 году. Таким образом, до 1949 года Великобритания и Канада были союзниками исходя из общего имперского прошлого с доминированием британцев, то затем они стали частью гораздо более широкого Западного блока, где самым влиятельным членом стали Соединённые Штаты Америки. Это привело к тому, что стратегическое и политическое значение военных связей между Великобританией и Канадой стало намного ниже, чем американо-британские или американо-канадские связи. В частности, Канада вместе с США участвует в командовании воздушно-космической обороной Северной Америки.

### Конституционная независимость
Окончательный разрыв с политикой Великобритании произошёл для Канады во время Суэцкого кризиса 1956 года, когда канадцы категорически отказались поддержать британское вторжение в Египет. Однако, Канада помогла британцам и их французским и израильским избежать политической катастрофы. Канадская делегация в ООН во главе с будущим премьер-министром Лестером Пирсоном предложила направить миротворческие силы для снижения напряженности у двух противоборствующих сторон и Лестер Пирсон был удостоен Нобелевской премии мира.
Между тем, юридическое отделение Канады от Великобритании продолжалось: до 1946 года эти страны имели общий национальный закон, но принятие в 1946 году Канадского закона о гражданстве дало канадцам отдельное собственное гражданство от Великобритании. После 1949 года канадцы больше не могли обжаловать судебные дела в Судебном комитете Тайного совета в Лондоне.
В 1982 году были окончательно разорваны конституционные связи между странами с принятием акта о Канаде. Акт парламента Великобритании был принят по просьбе правительства Канады для «патриотизации» конституции Канады, положив конец необходимости запрашивать определенные типы поправок к Конституции Канады у британского парламента. Этот закон также официально прекратил действие Вестминстерского статута в отношении Канады, в результате чего парламент Великобритании утратил полномочия принимать законы, распространяющиеся на территорию Канады.
В 1973 году Великобритания вступила в Европейское экономическое сообщество, что привело к ухудшению экономических отношений с Канадой. В обеих странах региональные экономические связи стали значить больше, чем исторические трансатлантические. В 1988 году Канада подписала соглашение о свободной торговле с Соединенными Штатами, которое затем было преобразовано в Североамериканскую зону свободной торговли (НАФТА) в 1994 году после присоединения Мексики. Таким образом, Великобритания и Канада в настоящее время находятся в разных торговых блоках, Европейском союзе и НАФТА. Тем не менее, Великобритания остается пятым по величине иностранным инвестором в Канаду, а Канада является третьим по величине источником прямых иностранных инвестиций в Великобританию.

## Торговля и инвестиции
Несмотря на то, что Канада считает приоритетным для себя увеличение товарооборота с США, объём торговли с Великобританией продолжает расти. Великобритания является самым важным торговых партнёром Канады в Европе, а в занимает 3-е место после США и Китая. В 2010 году объём товарооборота между странами достиг суммы 27,1 млрд канадских долларов, за пятилетний период Великобритания стала вторым по величине экспортным рынком товаров для Канады. Великобритания является важным источником прямых иностранных инвестиций в Канаду, занимая третье место после США и Нидерландов, а канадские компании вкладывают значительные средства в экономику Великобритании. В 2010 году объём двусторонних инвестиций составил сумму почти 115 миллиардов канадских долларов.
9 февраля 2011 года советы директоров London Stock Exchange Group и TMX Group договорились о сделке, в рамках которой эти две фондовые биржи объединятся, создав ведущую компанию в мире с рыночной капитализацией 3,7 триллиона фунтов стерлингов (5,8 триллиона канадских долларов). В конечном итоге слияние было отменено 29 июня 2011 года, когда стало очевидно, что акционеры TMX Group не дадут 2/3 голосов для одобрения.
Канада и Великобритания (как член Европейского союза) вели совместную работу по переговорам о подписании Всеобъемлющего экономического и торгового соглашения, которое было ратифицировано Европейским парламентом и вступило в силу в 2017 году.
В 2013 году Марк Карни, председатель Банка Канады, подал в отставку, чтобы занять должность председателя Банка Англии.

## Туризм
В 2004 году около 800 000 граждан Великобритании посетили Канаду, что делает Великобританию вторым по величине источником туристов для Канады после Соединённых Штатов Америки. В том же году британские туристы потратили почти 1 миллиард канадских долларов во время посещения Канады. В 2003 году Великобритания являлась третьим по популярности международным направлением для канадских туристов, после Соединённых Штатов и Мексики: около 700 000 туристов из Канады потратили более 800 миллионов канадских долларов в Великобритании.

## Военное сотрудничество
Страны имеют давнюю историю тесного сотрудничества в военной сфере. Канада сражалась на стороне Великобритании и её союзников в Первой мировой войне. Большинство канадцев британского происхождения оказали широкую поддержку решению правительства принять участие в войне, так как полагали, что обязаны сражаться за свою историческую родину. Премьер-министр Канады Уилфрид Лорье хотя и был франкоканадского происхождения, но заявил, что друзья и враги Великобритании для Канады имеют аналогичный статус, так как у этих стран один разум и одно сердце, и добавил, что канадцы солидарны со своей исторической родиной. Во время Второй мировой войны Канада вновь воевала на стороне Великобритании.
До 1972 года Крест Виктории был высшей военной наградой, присуждаемой британским и канадским военнослужащим. 81 канадский военнослужащий (в том числе из Ньюфаундленда) и 13 канадцев, служивших в британских вооружённых силах, были награждены Крестом Виктории. В 1993 году в Канаде был введен отдельный канадский Крест Виктории.

## Миграция
С момента завоевания Новой Франции и до 1966 года Великобритания оставалась одним из крупнейших источников иммигрантов в Канаде. С 1967 года канадские законы были изменены: были убраны предпочтения для иммиграции британцев и других европейцев, что вызвало снижение уровня иммиграции из Великобритании. Страны Великобритании (Англия, Уэльс, Шотландия и Северная Ирландия) до настоящего времени составляют самую большую этническую группу Канады. В 2005 году в Канаде проживало 579 620 человек, родившихся в Великобритании, что составляет 1,9 % населения Канады.
Исторически канадцы переезжали в Великобританию, чтобы продвинуться по карьерной лестнице или в учебе на более высокий уровень. Великобритания была метрополией для Канады, что вызывало интерес у канадцев в части переезда, но по мере развития канадской экономики и институтов этот интерес в значительной степени сократился. По оценкам Национальной статистической службы: в 2009 году в Великобритании проживало 82 000 человека, родившихся в Канаде. В 2012 году в Великобритании проживало третья по величине канадская диаспора, после Соединенных Штатов Америки и Гонконга.
В последние годы наблюдается растущая поддержка идеи свободы передвижения между Великобританией, Канадой, Австралией, Новой Зеландией, чтобы граждане могли жить и работать в любой из этих четырех стран — аналогично Соглашению о транзитных поездках между Австралией и Новой Зеландией.

## Дипломатия
Современные политические отношения между Лондоном и Оттавой скреплены прочным двусторонним диалогом на уровне глав правительств, министров и высших должностных лиц. Королевства Содружества (в том числе Канада и Великобритания) признают своим монархом Карла III, а также обе эти страны являются активными членами Содружества наций. В 2011 году премьер-министр Великобритании Дэвид Кэмерон выступил в канадском парламенте, а в 2013 году премьер-министр Канады Стивен Харпер выступил в обеих палатах британского парламента.
Канада имеет высокую комиссию в Лондоне, а Великобритания поддерживает высокую комиссию в Оттаве вместе с генеральными консульствами в Торонто, Монреале, Калгари и Ванкувере. В последние годы Канада стремится к более тесному сотрудничеству в рамках Содружества наций, объявив в 2012 году о создании совместных дипломатических миссий с Великобританией и о намерении подключить к проекту Австралию и Новую Зеландию. В сентябре 2012 года Канада и Великобритания подписали Меморандум о взаимопонимании о дипломатическом сотрудничестве, который способствует совместному размещению посольств, совместному предоставлению консульских услуг и общему реагированию на кризисные ситуации. Этот проект подвергся критике со стороны некоторых канадских политиков за то, что он создает видимость общей внешней политики, а многие в Великобритании считают его альтернативой и противовесом интеграции в Европейский союз.

## Мнение первого премьер-министра Канады
Будущий первый премьер-министр Канады сэр Джон Макдональд, выступая в 1865 году, выразил надежду на то, что если канадские колонии создадут новую федерацию, то у Великобритании и Канады будет «здоровый и сердечный союз». Вместо того, чтобы смотреть на Канаду как на зависимую британскую колонию, Великобритания будет видеть в канадцах дружественную нацию, которая будет поддерживать её в Северной Америке, а также в мире или войне. В начале 1891 года Джон Макдональд Макдональд заявил, что он родился как британский подданный и умрет в этом качестве, а также добавил, что будет противостоять всем инсинуациям, когда кто-нибудь будет пытаться разделить народы Великобритании и Канады.

## Дипломатические представительства
- Великобритания имеет высокую комиссию в Оттаве[15].
- Канада содержит высокую комиссию в Лондоне[16].